# 沙河高教园区
沙河高教园区位于北京市昌平区沙河地区，是北京市的两大高教园区之一（另外一个是良乡大学城）。

## 建设与发展
1999年，为确保北京高等教育发展，北京市委、市政府在《关于深化教育改革全面推进素质教育的意见》提出“在规划建设的卫星城中，开辟2-3个占地面积为8000-10000亩的高教园区。”2001年10月，市委、市政府正式批准了沙河高教园区的建设。
按照规划，沙河高教园区北起六环路、南至沙河北环北路，西起东沙河、东至回昌路，规划总用地面积799.72公顷（合11995.8亩），建设用地面积733.63公顷（其中教育及配套设施用地273.09公顷、公共服务设施用地60.04公顷、居住用地128.01公顷、市政设施用地3.99公顷、社会停车场用地1.00公顷、公共绿地96.53公顷、道路用地170.98公顷），计划投资总规模约为280亿元人民币，规划建有7所高校入驻70个院系、170余个专业，居住和工作人口约为15万人。
截止2017年6月，已累计完成投资约230亿元，竣工面积约为290万平方米，有4所高校、约2.2万师生入驻，正在由建设期向运行期加快过渡。
由于学校与开发商的调解未果、开发商资金不足等原因，高教园区建设滞后，直到2009年才有第一所大学入驻，而园区内的数个商品房项目则开发火爆，发展失衡，直到最近几年才有所好转。

## 规划
2020年6月5日，北京市规划和自然资源委员会发布了关于《北京沙河高教园区街区控制性详细规划》（草案）的公示材料，公示期限为30天。规划的公示材料中，沙河高教园将构建“一轴、一带、一环、三片区”的空间结构。

## 入驻高校

### 中央财经大学
中央财经大学沙河校区位于顺沙路，总占地面积约为789798平方米，于2009年9月投入使用。教学区包括七栋学院楼、一栋主教楼、一栋学生活动中心；学生公寓分东西两区，东区有十栋楼，西区有三栋楼；体育活动区包括足球场、篮排球场、网球场和体育馆等。全部基础设施能够满足学生们基本的学习和生活需求。目前主要由本科大一、大二、大三学生使用，规划建成后作为主校区。
据报道，2018年1月26日第六届党委第91次常委会议，明确了近期两校区功能定位及资源调整和配置方案，自2018年暑期起将启动两校区功能定位及资源调整配置工作，加大沙河校区建设力度和提升推进学院南路校区改造工作。

### 北京航空航天大学
北京航空航天大学沙河校区位于高教园南三街9号，占地1459亩。北航沙河校区于2007年10月开工，于2010年9月开始使用，第一批使用者为2010级新生。现在北航大一、大二大部分本科生和飞行学院学生在沙河校区学习。
依托北航进行建设的航空科学与技术国家实验室（筹）位于沙河校区中心地带。其中，国家实验室一期总建筑面积63100平方米，于2011年12月开工，2014年11月竣工，2016年11月通过工信部验收。国家实验室二期总建筑面积82702平方米，含一座主楼和两座裙房，于2014年10月开工建设。另规划有国际实验室三期。

### 外交学院
外交学院沙河校区位于高教园南三街5号，一期工程占地面积433亩，于2012年9月投入使用，首批本科两个年级入驻。2013年9月研究生、二学位和本科生新生也入驻沙河校区。

### 北京邮电大学
北京邮电大学沙河校区位于南丰路，占地约1348亩，总建筑面积约70万平方米，分两期建设，其中一期用地858.55亩，建设规划40万平方米，于2012年9月开工建设，建成后预计可容纳学生16000名。于2015年9月投入使用。目前由本科所有专业大一大二学生、部分专业本科大三，大四学生、马克思主义学院，人文学院研究生使用。

### 中国矿业大学（北京）
中国矿业大学（北京）沙河校区位于高教园南二街9号，总占地面积200余亩，工程建筑面积约16万平方米，可供6000余名师生学习生活。
中国矿业大学（北京）于2012年1月正式成立沙河项目工作组，经教育部批准后购置沙河校区，于2013年5月26日揭牌启用，于2017年9月迎来第一届新生。目前由本科大一、大二学生使用。

### 北京师范大学
北京师范大学沙河校区位于沙河高教园区东侧，北邻中央财经大学沙河校区，南邻北京邮电大学沙河校区，占地1315亩，于2013年9月奠基开工。预计2018年投入使用，将成为北京师范大学主要的教学、科研基地。

## 交通
京藏高速公路（八达岭高速公路）于园区西部穿过，六环路于园区北部穿过。园区内有通往昌平城区、大运村公交场站、德胜门公交场站等地的公交线路。
北京地铁昌平线由南北方向沿南丰路穿过沙河高教园区，设沙河站（位于百沙路与南丰路丁字路口南侧）、沙河高教园站。